# Hans-Dietrich Emmers
Hans-Dietrich „Büb“ Emmers (* 25. September 1944; † 12. Januar 2009) war ein deutscher Badmintonspieler. 

## Karriere
Hans-Dietrich Emmers gewann nach mehreren Juniorentiteln 1967 Gold bei der deutschen Meisterschaft im Mixed mit Karin Dittberner. 1968 gewannen beide noch einmal Bronze und 1970 erkämpfte sich Emmers Silber im Herrendoppel mit Gerhard Kucki. Im neuen Jahrtausend war Emmers Vorsitzender des Clubs der Deutschen Meister/innen und Freunde des Badmintonsports.

## Sportliche Erfolge
| Saison    | Veranstaltung                        | Disziplin    | Platz | Name                                                                           |
| --------- | ------------------------------------ | ------------ | ----- | ------------------------------------------------------------------------------ |
| 1958/1959 | Deutsche Einzelmeisterschaft U18     | Mixed        | 2     | Hans-Dietrich Emmers / Bärbel Klaus (STC Blau-Weiß Solingen)                   |
| 1958/1959 | Deutsche Einzelmeisterschaft U18     | Herrendoppel | 3     | Baden / Hans-Dietrich Emmers                                                   |
| 1959/1960 | Deutsche Einzelmeisterschaft U18     | Mixed        | 2     | Hans-Dietrich Emmers / Bärbel Klaus (STC Blau-Weiß Solingen)                   |
| 1960/1961 | Westdeutsche Einzelmeisterschaft U18 | Mixed        | 1     | Hans-Dietrich Emmers / Bärbel Klaus (STC Blau-Weiß Solingen)                   |
| 1960/1961 | Westdeutsche Einzelmeisterschaft U18 | Herrendoppel | 1     | Hans-Dietrich Emmers / Klein Karl-Heinz (STC Blau-Weiß Solingen)               |
| 1960/1961 | Deutsche Einzelmeisterschaft U18     | Mixed        | 2     | Hans-Dietrich Emmers / Bärbel Klaus (STC Blau-Weiß Solingen)                   |
| 1961/1962 | Deutsche Einzelmeisterschaft U18     | Mixed        | 2     | Hans-Dietrich Emmers / Bärbel Klaus (STC Blau-Weiß Solingen)                   |
| 1961/1962 | Westdeutsche Einzelmeisterschaft U18 | Mixed        | 1     | Hans-Dietrich Emmers / Bärbel Klaus (STC Blau-Weiß Solingen)                   |
| 1961/1962 | Westdeutsche Einzelmeisterschaft U18 | Herreneinzel | 1     | Hans-Dietrich Emmers (STC Blau-Weiß Solingen)                                  |
| 1961/1962 | Deutsche Einzelmeisterschaft U18     | Herreneinzel | 2     | Hans-Dietrich Emmers (STC Blau-Weiß Solingen)                                  |
| 1962/1963 | Deutsche Einzelmeisterschaft U18     | Herreneinzel | 1     | Hans-Dieter Emmers (STC Blau-Weiß Solingen)                                    |
| 1962/1963 | Deutsche Einzelmeisterschaft U18     | Mixed        | 2     | Hans-Dietrich Emmers / Uschi Besken-Darius (STC Blau-Weiß Solingen)            |
| 1962/1963 | Westdeutsche Einzelmeisterschaft U18 | Mixed        | 1     | Hans-Dietrich Emmers / Ursula Besken (STC Blau-Weiß Solingen / Merscheider TV) |
| 1964/1965 | Westdeutsche Einzelmeisterschaft     | Mixed        | 1     | Hans-Dietrich Emmers / Hannelore Wolfertz-Schmidt (STC Blau-Weiß Solingen)     |
| 1966/1967 | Westdeutsche Einzelmeisterschaft     | Mixed        | 1     | Hans-Dietrich Emmers / Bärbel Klaus (Merscheider TV)                           |
| 1966/1967 | Deutsche Einzelmeisterschaft         | Mixed        | 1     | Hans-Dietrich Emmers / Karin Dittberner (Merscheider TV / 1. BV Mülheim)       |
| 1967/1968 | Westdeutsche Einzelmeisterschaft     | Mixed        | 1     | Hans-Dietrich Emmers / Bärbel Klaus (Merscheider TV)                           |
| 1967/1968 | Deutsche Einzelmeisterschaft         | Mixed        | 3     | Hans-Dietrich Emmers / Karin Dittberner (1. BV Mülheim / Merscheider TV)       |
| 1968/1969 | Westdeutsche Einzelmeisterschaft     | Mixed        | 1     | Hans-Dietrich Emmers / Gerda Schumacher (Merscheider TV / 1. DBC im SSF Bonn)  |
| 1969/1970 | Deutsche Einzelmeisterschaft         | Herrendoppel | 2     | Hans-Dietrich Emmers / Gerhard Kucki (Merscheider TV / 1. BV Mülheim)          |
| 1970/1971 | Westdeutsche Einzelmeisterschaft     | Herrendoppel | 1     | Hans-Dietrich Emmers / Kurt Link (Merscheider TV / 1. BV Mülheim)              |

## Referenzen
- Martin Knupp: Deutscher Badminton Almanach, Eigenverlag/Deutscher Badminton-Verband (2003), 230 Seiten
- http://www.badminton.de/Club-Deutscher-Meister.56.0.html
- http://www.blv-nrw.de/berichte/2009/br01/emmers.htm

| Personendaten    | Personendaten              |
| ---------------- | -------------------------- |
| NAME             | Emmers, Hans-Dietrich      |
| ALTERNATIVNAMEN  | Emmers, Büb                |
| KURZBESCHREIBUNG | deutscher Badmintonspieler |
| GEBURTSDATUM     | 25. September 1944         |
| STERBEDATUM      | 12. Januar 2009            |